# AvtoZAZ
Az AvtoZAZ 1975-ben létrehozott ukrán termelési egyesülés, amely a Zaporizzsjai Autógyárat (ZAZ), a Melitopoli Motorgyárat (MeMZ), az Iljicsevszki Részegységek Gyárát és a Lucki Autógyárat (LuAZ) foglalta magában. 1990-ben részvénytársasággá alakították, amelynek 100%-ban az állam volt a tulajdonosa.
1998-ban a Daewoo és az AvtoZAZ közös járműgyártó vállalatot hozott létre AvtoZAZ-Daewoo néven. Az AvtoZAZ a ZAZ 50%-át birtokolta. A Daewoot 2001-es csődje után a General Motors vásárolta meg, de az ukrajnai gyártó kapacitásaira nem tartott igényt. A Daewoo részesedését egy svájci befektetői csoport vásárolta meg 2003-ban.
2000-től az AvtoZAZ-ból 82%-nyi állami tulajdonrészt az UkrAvto holding szerzett meg, majd 2002-ben az AvtoZAZ-t és a ZAZ-t összeolvasztotta.